# Hegedűs Péter (bemondó)
Hegedűs Péter (Budapest, 1950 –) magyar újságíró, televízióbemondó, rádiós szerkesztő-riporter, politikus.

## Életpályája
Budapesten született 1950-ben. Szülei tisztviselők voltak. A Budai Nagy Antal Gimnáziumban érettségizett. A Testnevelési Főiskola szervezői szakán szerzett diplomát 1976-ban, illetve az MÚOSZ Újságíró Iskolában 1977-ben.
1968 óta publikál, 1973-ban került külsősként a Magyar Rádióhoz, illetve a Televízióhoz. 1975 óta belső munkatársként szerkesztő-riporterként dolgozott a Rádióban 1988-ig. 1977-től 11 évig bemondó volt a Magyar Televízióban.
1988-tól 1990-ig a Népjóléti Minisztérium Sajtóosztályának  munkatársa volt. 1990-től kiadója volt a Recept című egészségügyi magazinnak és a Hírhozó című nyugdíjas hetilapnak.
PR-tanácsadóként is tevékenykedett különböző cégeknél. 1990–1992 között Antall József kommunikációs tanácsadója volt. 1997-től a KDNP tagja volt, 2005-től FKgP elnöke volt.

## Családja, magánélete
Egy testvére van, Zsuzsanna (1953), újságszerkesztő. Két lány Anikó és Zsófia édesapja.

## Publikációiból
- Rádió- és televízióújág
- Hírhozó